# Iotape de Commagena
Iotape (en llatí Iotape, en grec antic Ἰωτάπη) era filla d'Antíoc III de Commagena i va ser l'esposa del rei Antíoc IV de Commagena. Apareix a algunes monedes amb la inscripció ΒΑΣΙΛΙΣΣΑ ΙΩΤΑΠΗ ΦΙΛΑΔΕΛΦΟΣ de la que es dedueix que no solament era la dona sinó també la germana o germanastra del rei.
Quan Antíoc II va morir, Antíoc IV era menor d'edat i Tiberi va decidir incorporar Commagena a la Província romana de Síria, segons Tàcit. Va ser portat a Roma, juntament amb Iotape, fins que Calígula li va tornar el regne i el va fer casar amb la seva germana, segons diu Suetoni.
Va tenir una filla del mateix nom que es va casar amb Alexandre, de la família d'Herodes el Gran.